# Arkansas Impact
Gli Arkansas Impact sono stati una società di pallacanestro statunitense con sede a Little Rock, nell'Arkansas.
Nacquero nel 2007 e, con Todd Day come allenatore, disputarono un campionato nella PBL, dove arrivarono secondi nella Western Division. Raggiunsero la finale per il titoli, dove persero con i Rochester Razorsharks. Scomparvero al termine della stagione.

## Stagioni
| Stagione | Lega | Denominazione   | V  | P  | %    | Piazzamento | Play-off   |
| -------- | ---- | --------------- | -- | -- | ---- | ----------- | ---------- |
| 2008     | PBL  | Arkansas Impact | 10 | 10 | 50,0 | 2º          | Finale PBL |